# Белей, Тарас Михайлович
Тарас Михайлович Белей (12 января 1948, Станислав, Украинская ССР, СССР) — советский футболист, вратарь.

## Карьера
Воспитанник юношеской команды «Спартак» Ивано-Франковск. В 1966 году тренер Мирослав Думанский пригласил вратаря в основной состав команды, там он стал сменщиком Эмиля Микульца. В конце 1967 года на товарищеском турнире спартаковских команд Белея заметил Андрей Старостин и пригласил в московский «Спартак». В составе красно-белых вратарь был дублёром Владимира Маслаченко и за два с половиной года сыграл только два матча в высшей лиге — 9 сентября 1968 года вышел на замену на 82-й минуте в игре против «Арарата» и 26 апреля 1970 года отыграл полный матч против ростовского СКА.
В ходе сезона 1970 года вернулся в Ивано-Франковск, затем также выступал за клубы «Искра» Смоленск, СКА Киев и «Нива» Бережаны. В составе ивано-франковского клуба сыграл 357 матчей в первенствах СССР, считается лучшим вратарём в истории прикарпатского футбола.
В 1989—1992 годах работал в тренерском штабе «Прикарпатья», затем — в футбольной школе клуба. Среди его воспитанников — Олег Рыпан и Николай Волосянко.